# Горелов, Пётр Тимофеевич
Пётр Тимофеевич Горелов (3 июля 1923 — ?) — красноармеец Рабоче-крестьянской Красной Армии, участник Великой Отечественной войны, Герой Советского Союза (1943).

## Биография
Пётр Горелов родился 3 июля 1923 года в деревне Деменьщино в семье крестьянина. Получил неполное среднее образование. В сентябре 1941 года Горелов был призван на службу в Рабоче-крестьянскую Красную Армию и направлен на фронт Великой Отечественной войны. К сентябрю 1943 года гвардии красноармеец Пётр Горелов был разведчиком 270-го гвардейского стрелкового полка 89-й гвардейской стрелковой дивизии 37-й армии Степного фронта. Отличился во время битвы за Днепр.
28 сентября 1943 года Горелов одним из первых в своём подразделении переправился через Днепр в районе села Келеберда Кременчугского района Полтавской области Украинской ССР. В течение двух суток группа разведчиков, в которую входил Горелов, удерживала захваченные позиции, отразив шесть немецких контратак. В боях Горелов лично уничтожил вражеский танк. В ночь с 29 на 30 сентября, когда у группы кончились боеприпасы, он переплыл через Днепр на восточный берег и к утру на лодке доставил ящики с гранатами и патронами.
Указом Президиума Верховного Совета СССР от 20 декабря 1943 года за «образцовое выполнение боевых заданий командования на фронте борьбы с немецкими захватчиками и проявленные при этом мужество и героизм» гвардии красноармеец Пётр Горелов был удостоен высокого звания Героя Советского Союза с вручением ордена Ленина и медали «Золотая Звезда» за номером 1448.
После окончания войны Горелов был демобилизован. Проживал в Гомеле.
Был также награждён орденами Красного Знамени и Отечественной войны 1-й степени, а также рядом медалей.